# Intento de golpe de Estado en Burundi de 1965
El Intento de Golpe de Estado en Burundi de 1965 tuvo lugar entre el 18 y 19 de octubre de ese año, cuando un grupo de oficiales militares hutus trataron de derrocar al gobierno del Rey Mwambutsa IV y del primer ministro Léopold Biha.
Los rebeldes estaban frustrados con el Rey debido a sus repetidos intentos de consolidar su control sobre el gobierno y a que había eludido las normas constitucionales a pesar de los avances electorales de los hutus. Aunque el primer ministro Biha resultó herido de bala, el golpe fracasó gracias a la intervención de un contingente de tropas encabezado por el capitán Michel Micombero.
El fracasado golpe de Estado provocó una reacción contra los hutus en que murieron miles de personas, incluyendo a los participantes en el golpe. Así mismo, facilitó una reacción militante tutsi que resultó en dos golpes de Estado más en julio de 1966 y noviembre de 1966, este último que abolió la monarquía y condujo a la proclamación de la República de Burundi con Micombero como presidente.

## Antecedentes
En 1962, el territorio en fideicomiso belga de Ruanda-Urundi recibió la Independencia, surgiendo así la República de Ruanda y el Reino de Burundi. Históricamente, ambos estados estuvieron gobernados por monarquías con miembros del grupo étnico minoritario tutsi ejerciendo el poder sobre la mayoría de etnia hutu, pero la monarquía de Ruanda fue abolida tras una revolución política entre 1959 y 1961. Por otra parte, en Burundi, el Rey (Mwami) Mwambutsa IV, era popular entre todos los grupos étnicos, pero él mismo era Ganwa. Tutsis, hutus y ganwas formaban todos parte del partido político dominante, la Unión para el Progreso Nacional (UPRONA).
El 13 de octubre de 1961, el primer ministro de Burundi y líder del UPRONA, el príncipe Louis Rwagasore, fue asesinado en un complot urdido por sus rivales políticos con el apoyo de algunos funcionarios coloniales belgas.Su muerte descarriló los intentos de construir una cohesión interétnica nacional y facilitó el crecimiento de tensiones entre hutus y tutsis. Al interior del UPRONA, surgió un marcado antagonismo entre el hutu Paul Mirerekano y el nuevo primer ministro ganwa, André Muhirwa. Cada uno afirmó ser el heredero de Rwagasore y se proclamó presidente del partido, lo cual generó tensión entre dos facciones internas del partido: el tutsi «grupo de Casablanca» liderado por Muhirwa, de marcado carácter antioccidental, y el hutu «grupo de Monrovia» encabezado por Mirerekano, de postura más moderada respecto a Occidente.
Después de la dimisión del gobierno de Muhirwa en 1963, el Rey consolidó su poder en la corte e intentó imponer su autoridad sobre los sucesivos gobiernos, a la vez que eludía las normas parlamentarias establecidas por la Constitución; esto provocó las protestas de los miembros del Parlamento. Entre tanto, el «grupo de Casablanca» se acercó cada vez a la República Popular China, que utilizó sus conexiones en Burundi para apoyar a los rebeldes comunistas en los países vecinos. Temiendo que se estuviera planeando un Golpe de Estado patrocinado por China, en enero de 1965 Mwambutsa destituyó al primer ministro Albin Nyamoya (del «grupo de Casablanca») y lo reemplazó por el hutu Pierre Ngendandumwe (del «grupo de Monrovia»). Sorprendidos por este acontecimiento imprevisto, los miembros del «grupo de Casablanca» conspiraron con refugiados ruandeses y asesinaron a Ngendandumwe unos días después. El gobierno arrestó a varios ruandeses, así como figuras destacadas del «grupo de Casablanca», pero finalmente se retiraron todos los cargos. La falta de condena por el asesinato de Ngendandumwe se convirtió en un agravio para los políticos hutus. Otro hutu, Joseph Bamina, fue nombrado Primer Ministro como resultado de un compromiso entre las facciones de Casablanca y Monrovia.
Dado que la muerte de Ngendandumwe generó una grave crisis política, el Rey convocó nuevas elecciones generales. Para entonces, la conciencia política hutu había aumentado y en las elecciones de mayo de 1965 los hutus se quedaron con 25 de los 33 escaños de la Asamblea Nacional, 10 de los cuales fueron ganador por políticos del Partido del Pueblo (PP), alineado con los intereses hutus. Aunque la UPRONA obtuvo una cómoda mayoría de 21 escaños, para entonces el partido había perdido cohesión y fue superado por el faccionalismo. Posteriormente, la Asamblea eligió a hutus para su mesa directiva.
La mayoría hutu nominó al Director General de la Oficina del Primer Ministro Gervais Nyangoma, crítico de la monarquía, como candidato a primer ministro, pero su nominación fue rechazada en agosto por el Rey, lo que sorprendió a los parlamentarios hutus. Por su parte, los parlamentarios tutsi nominaron al Senador Thaddée Siryuyumunsi, pero también fue rechazado. El 13 de septiembre, Mwambutsa designó a Léopold Biha, un ganwa  de su entera confianza asociado con su corte, para ocupar el puesto de primer ministro. Aunque personalmente era muy respetado, su nombramiento fue visto como un movimiento autocrático por parte del Rey, lo cual enfureció a muchos hutus y a algunos tutsis extremistas. Pronto hubo rumores de que oficiales militares radicales tutsis estaban planeando un Golpe de Estado. Si bien siete de las otras 10 carteras fueron otorgadas a hutus, lo que les dio su primera mayoría en el gabinete desde la independencia, los parlamentarios hutus sintieron que el Rey seguía ejerciendo una enorme influencia sobre el gobierno y que no tenían un control real. Los líderes tutsis también estaban enojados, sintiendo que la corona les había impuesto el gobierno.
El 2 de septiembre, el Rey emitió un decreto-ley por medio del cual redujo las comunas del país de 181 a 78 y reemplazó a los funcionarios elegidos democráticamente por alcaldes designados que respondían a la Corona. Los políticos hutus se enfurecieron porque el Rey pasó por alto al gobierno parlamentario al emitir el decreto, además de que les quitó la posibilidad de consolidar su fuerza electoral en las elecciones comunales. El 28 de septiembre, un grupo de parlamentarios hutus firmaron una carta en la que declaraban que «se negaban rotundamente a aceptar las disposiciones del decreto-ley». La reforma de los alcaldes fue particularmente sensible, ya que después de las elecciones surgieron disturbios y quejas en el campo relacionadas con disputas con los funcionarios locales debido a tensiones étnicas y supuesta discriminación. Con resentimiento por la creciente participación del Rey en la construcción política, circularon conversaciones sobre complots golpistas entre los políticos hutus y tutsis y se repitieron en informes de observadores extranjeros.

## Desarrollo
A última hora de la noche del 18 de octubre de 1965, el Secretario de Estado de la Gendarmería, Antoine Serukwavu, partió de Kamenge (Comuna de Ntahangwa) con varios jeeps y tropas y se dirigió al Palacio Real. Cerca de allí se le unió un pequeño grupo paracomandos, en su mayoría hutus, liderados por un suboficial hutu, Budaga. A ellos rápidamente se les unió un tercer grupo de golpistas liderados por los suboficiales de la Gendarmería François Rusake y Albert Harimenshi. Rusake y Harimenshi procedieron lanzar un ataque contra el Palacio, mientras que un oficial hutu del ejército, Banikwa, se dirigió a su cuartel presumiblemente para reunir refuerzos. El periódico estadounidense New York Times estimó que unos 120 gendarmes y soldados participaron del ataque. Fueron ayudados por uno de los guardias del Palacio del Rey.
En el palacio, los golpistas fusilaron a tres centinelas. Intentaron entonces irrumpir en el recinto, pero encontraron una dura resistencia por parte de los guardias personales del Rey. Según un informe del Alto Comisionado de las Naciones Unidas para los Refugiados, los golpistas entraron brevemente al palacio y mataron a 10 soldados tutsis. Según el mismo documento, hubo rumores de que Mwambutsa sólo evitó ser capturado porque su operador telefónico le dijo que se escondiera en el Palacio y cuando los golpistas lo confrontaron, él les dijo que el Rey ya había huido.
Cuando Banikwa regresaba a su campamento, fue asesinado por un guardia, y, por lo tanto, no pudo completar su misión. El capitán del Ejército Michel Micombero llevó un contingente de tropas leales al palacio y atrapó a los golpistas en un fuego cruzado. Ante esta situación, se rindieron. Mientras la batalla continuaba en el palacio, un grupo separado de gendarmes condujo hasta la residencia de Biha y le hizo señas para que saliera, aduciendo que el Rey necesitaba verlo. Sin sospechar los motivos, Biha accedió y los golpistas le dispararon a quemarropa, impactándolo en el hombro, el abdomen y la pierna. Aunque quedó gravemente herido, el primer ministro escapó. Las tropas hutus también se amotinaron en los dos principales campamentos militares de Buyumbura y el ordenó no se restableció hasta la mañana siguiente. Ante el fracaso del golpe, Serukwavu huyó a Ruanda. 

## Consecuencias inmediatas

### Disturbios civiles
Poco después del intento de Golpe de Estado, bandas de militantes hutus comenzaron a atacar familias tutsis y a incendiar casas. La mayoría de los disturbios tuvieron lugar en la provincia de Muramvya, aunque la violencia se produjo en otros lugares, particularmente en los alrededores de Cibitoke, cerca a la frontera con Ruanda. La etnia twa también participó de las hostilidades. Los ataques en Muravya se atribuyeron en gran medida a la Jeunesse Mirerekano, una organización juvenil creada por Mirerekano para apoyar a los candidatos hutus a cargos públicos, aunque su papel en la violencia sigue siendo controvertido. Al menos 500 civiles tutsis murieron, mientras que aproximadamente 1.000 buscaron refugio en una misión católica en Bukeye y otros 500 encontraron refugio en la misión de Muramvya.El ejército y los grupos de autodefensa bajo su supervisión lanzaron represalias. En Muramvya, un comisionado local, Tharcisse Ntavyubhua, disparó contra casi todos los hutus que encontró. El entonces gobernador hutu de la provincia fue asesinado y Ntavyubhua asumió el puesto. Se estima que entre 2.500 y 5.000 hutus fueron asesinados y cientos más encarcelados, incluso en la provincia de Guitega, donde no había habido violencia. Aproximadamente 4.000 refugiados huyeron a Ruanda.

### Respuesta del gobierno
Sacudido por los combates, Mwambutsa huyó de su palacio y en la mañana del 19 de octubre se había refugiado en la ciudad de Uvira, en la República Democrática del Congo. Sólo regresó a Buyumbura después de que los mercenarios blancos empleados por la Armée Nationale Congolaise determinaran que sería seguro para él hacerlo. Esa tarde, en una transmisión de radio, proclamó que Burundi se encontraba bajo la ley marcial y destituyó formalmente a Serukwavu. Sin embargo, permaneció sólo unos días y huyó a Europa el 2 de noviembre. Nunca regresó a Burundi y su partida empañó enormemente la imagen de la monarquía. Biha también viajó a Bélgica durante varias semanas para recibir tratamiento a sus heridas; Mathieu Muhakwanke sirvió como primer ministro interino en su ausencia. Los restos de su gobierno se dedicaron a reprimir a los autores del golpe y a los presuntos colaboradores.
El 21 de octubre, un consejo de guerra patrocinado por el gobierno condenó a muerte a 34 miembros del ejército, siendo ejecutados por un pelotón de fusilamiento ese mismo día. Cuatro días después, nueve gendarmes, entre ellos cuatro oficiales, fueron ejecutados. Satisfecho de que se había solucionado el problema de las fuerzas armadas, el gobierno empezó a detener a políticos hutus. El 28 de octubre, diez de ellos fueron juzgados ante el consejo de guerra y ejecutados. La Comisión Internacional de Juristas informó que 86 personas fueron ejecutadas en tribunales improvisados gestionados conjuntamente por el ejército y el Ministerio de Justicia. Entre las personas más destacadas ejecutadas se encuentran Nyangoma, el presidente de la Asamblea Nacional Emile Bucumi, el vicepresidente de la Asamblea Nacional Mirerekano, el senador Sylvestre Karibwami, el exministro de Economía Ignace Ndimanya, el jefe de gabinete del Ministerio de Economía Bernard Niyirikana y el presidente del PP, Pierre Burarume. Todos los firmantes de la carta de protesta de septiembre dirigida al Rey fueron asesinados. Bamina fue arrestado y finalmente ejecutado en diciembre.  El senador Claver Nuwinkware, exministro, fue detenido pero finalmente liberado varios meses después. En general, el gobierno supuso que Nyangoma había propuesto el golpe. Según historiadores, algunos políticos y funcionarios hutus probablemente estuvieron involucrados en el complot, pero un número sustancial de los ejecutados eran inocentes. Serukwavu afirmó que ningún político estuvo involucrado en su complot. La represión gubernamental fue finalmente denunciada por la Comisión Internacional de Juristas, la Organización Internacional del Trabajo, la Federación Internacional de Sindicatos Cristianos y el Comité Internacional de la Cruz Roja. Algunos miembros hutu de la UPRONA que escaparon de la purga se reunieron en Butare (Ruanda) y fundaron el Parti Démocrate Hutu, una organización dedicada a lanzar una revolución hutu en Burundi.
Cuando Mwambutsa huyó a Europa, suspendió los poderes del gobierno de Biha, dejando toda la autoridad a los directores generales de los ministerios, los secretarios de Estado y los gobernadores provinciales. Mwambutsa restableció los poderes del gobierno de Biha el 20 de noviembre. Sin embargo, con el Rey fuera del país y el primer ministro incapaz de desempeñar sus funciones, el gobierno de facto recayó en el ejército y la administración pública. En diciembre, el Ministerio de Relaciones Exteriores ordenó la expulsión de Donald A. Dumont, embajador de los Estados Unidos, acusándolo de estar «con razón o sin ella» bajo sospecha de haber tenido supuestos contactos con los autores del intento de golpe. El gobierno de Estados Unidos negó cualquier participación y pidió pruebas de ello, pero las autoridades de Burundi nunca proporcionaron ninguna.

## Posterioridad
El Parlamento dejó de existir tras el golpe y no fue reconstituido hasta 1982. Ante las dificultades de intentar gobernar desde el extranjero y al sentirse cada vez más atraído por una vida cómoda en Europa, el 24 de marzo de 1966 Mwambutsa emitió un decreto que otorgaba al príncipe heredero Charles Ndizeye «poderes especiales para coordinar y controlar las actividades del gobierno y de la secretarías de Estado». El Rey no especificó si abdicaba de facto del trono. Mientras tanto, los jóvenes oficiales del ejército, los funcionarios públicos subalternos y las bandas de organizaciones juveniles radicales (todos en su mayoría tutsis) se volvieron cada vez más conscientes de la influencia que habían ganado en el gobierno. El grupo de militares, liderado por Micombero, era predominante en esta coalición informal. Los intelectuales y radicales tutsis, liderados por Gilles Bimazubute, comenzaron a pedir la destitución del gobierno de Biha y la disolución de la monarquía.
El 8 de julio de 1966, Ndizeye perpetró un golpe de Estado y se convirtió en el nuevo jefe de Estado de Burundi, además de destituir a Biha y reemplazarlo en el puesto por Micombero. El 1 de septiembre fue coronado formalmente como el Rey Ntare V. El complot golpista fue orquestado por jóvenes radicales y oficiales del ejército con la esperanza de poder moldear la naturaleza del régimen de Burundi y al mismo tiempo utilizar los símbolos de la monarquía para conservar la legitimidad. Poco después surgió el conflicto entre Ntare, que deseaba gobernar activamente, y el nuevo gobierno y sus partidarios, deseosos de implementar reformas progresistas sin interferencia de la corona. El 28 de noviembre, mientras Ntare estaba en el extranjero, el ejército lanzó un nuevo golpe de Estado. El ejército proclamó la transformación de Burundi en una república bajo el liderazgo de un Consejo Nacional Revolucionario y Micombero como nuevo Presidente de Burundi. En los años siguientes, algunos funcionarios del gobierno tutsi temieron que los soldados hutus intentaran realizar una «repetición del 65». En septiembre de 1969 se descubrió un complot de personal del ejército hutu y, en respuesta, el régimen de Micombero purgó las fuerzas armadas y el gobierno, consolidando la hegemonía tutsi en el país.

### Debate académico
El intento de Golpe de Estado ha sido generalmente retratado en la historiografía como un «golpe hutu». La opinión académica burundesa sobre el intento de golpe sigue dividida según criterios étnicos, siendo los escritores hutus más comprensivos con los perpetradores y los escritores tutsis retratándolos de manera más negativa. Se ofrecen diferentes relatos de los acontecimientos, y algunos estudiosos sugieren que los golpistas localizaron y se dirigieron al Rey en su palacio, y algunos dicen que el golpe fracasó cuando los soldados y gendarmes rebeldes comenzaron a dispararse unos a otros en confusión. También existe un debate en torno a los motivos de los golpistas, como si pretendían capturar o matar al Rey, o si pretendían reprimir a la población tutsi después de tomar el poder. Algunos eruditos hutus sugieren que los oficiales tutsis participaron en el complot y, de manera oportunista, culparon a los hutus en beneficio suyo.

## Otras lecturas
- Mariro, Augustin. Burundi 1965: La 1ère Crise ethnique. Genèse et contexte géopolitique. Paris: L'Harmattan. ISBN 978-2-7475-9021-1.

- Datos: Q17750099